# 佩塞盖鲁-杜沃加
佩塞盖鲁-杜沃加是葡萄牙阿威罗区的一个堂区。总面积16.01平方公里，总人口1906人，人口密度119.1人/平方公里。